# Medicus Mundi
Medicus Mundi Internacional (MMI) es una organización no gubernamental internacional, fundada el 8 de diciembre de 1962 en Aquisgrán. La entidad se ocupa del desarrollo de la medicina y de la promoción de la salud y de los servicios médicos en países empobrecidos.
En España está presente desde el año 1963.En la actualidad su forma jurídica en España es la de una federación, compuesta por 16 asociaciones territoriales y su sede se encuentra en Madrid.
Medicus Mundi en 1991 fue galardonada con el Premio Príncipe de Asturias de la Concordia.

## Miembros de Medicus Mundi Internacional
MMI tiene los siguientes miembros:
- Action Medeor, Alemania
- AGEH, Alemania
- Africa Christian Health Associations Platform, Kenia
- AMCES, Benín
- Cordaid, Países Bajos
- Community Working Group on Health, Zimbabue
- CUAMM, Italia
- Ecumenical Pharmaceutical Network, Kenia
- Emergenza Sorrisi, Italia
- Fundación para la ayuda humanitaria, Redemptoris Missio, Medicus Mundi Polonia
- Fatebenefratelli, Italia, Orden hospitalaria de San Juan de Dios
- Health Poverty Action, Gran Bretaña
- HealthNet TPO, Países Bajos
- i+solutions, Países Bajos
- Médico international, Alemania
- Medicus Mundi, España
- Medicus Mundi Italia
- Medicus Mundi Suiza, Network Health for All
- Memisa, Bélgica
- plan:g – partnership for global health, Austria
- Wemos, Países Bajos